# Куликовское сельское поселение (Теньгушевский район)
Кулико́вское се́льское поселе́ние — сельское поселение в Теньгушевском районе Республики Мордовия. Административный центр поселения — село Куликово.

## История
Образовано в 2004 году в границах, определённых Законом Республики Мордовия от 28 декабря 2004 года.
В состав поселения первоначально входили: сёла Куликово, Широмасово и посёлок Полярная Звезда.
После объединения согласно закону Республики Мордовия от 12 октября 2009 года с Кураевским и Мельсетьевским сельскими поселениями в его состав также вошли: сёла Кураево, Мельсетьево, посёлок Березняк, деревня Коломасово.

## Население
| 2002 | 2010 | 2012 | 2013 | 2014 | 2015 | 2016 |
| ---- | ---- | ---- | ---- | ---- | ---- | ---- |
| 980  | ↘710 | ↘678 | ↘649 | ↘617 | ↘593 | ↘573 |
| 2017 | 2018 | 2019 | 2020 | 2021 |      |      |
| ↘561 | ↘550 | ↘534 | ↘514 | ↘495 |      |      |

## Состав поселения
| № | Населённый пункт | Тип населённого пункта       | Год вхождения в состав | Население |
| - | ---------------- | ---------------------------- | ---------------------- | --------- |
| 1 | Куликово         | село, административный центр | 2004                   | ↘115      |
| 2 | Березняк         | посёлок                      | 2009                   | ↘35       |
| 3 | Коломасово       | деревня                      | 2009                   | ↘38       |
| 4 | Кураево          | село                         | 2009                   | ↘178      |
| 5 | Мельсетьево      | село                         | 2009                   | ↘180      |
| 6 | Полярная Звезда  | посёлок                      | 2004                   | ↘2        |
| 7 | Широмасово       | село                         | 2004                   | ↘162      |